# Rajmund Čuček
Raimund Čuček, gimnazijski profesor, * 1849, Cogetinci, † 1921. 

## Življenje
V letu 1868 je maturiral na Mariborski klasični gimnaziji, kjer si je pridobil univerzitetno izobrazbo (najverjetneje je študiral jezike), ni znano; v šolskem letu 1886/87 ga kot profesorja najdemo na gimnaziji v Sarajevu, naslednje leto pa že na učiteljišču v Kopru, kjer je ostal pet let. Leto dni je nato prebil na realki v Gorici , potem pa je odšel v Dalmacijo, kjer je delal na gimnaziji v Splitu, od leta 1896 pa v Dubrovniku.
Po letu 1902 o njegovem bivanju ni podatkov, leta 1921 je časopis na kratko pisal o njegovi smrti.
V letu 1889 je izšla njegova Početnica nemškega jezika za 1. in 2. razred slovenskih gimnazij. 

## Vir
- Jahrbuch des höheren Unterrichtswesens in Oesterreich, 1887-1902.
- Emilian Lilek: Slovenski v tujini službojoči šolniki, 1933.